# Rolande Désormeaux
Rolande Désormeaux, née le 27 juillet 1926 à Montréal et morte le 15 mai 1963 , est une chanteuse, musicienne et animatrice québécoise, première épouse du chanteur Robert L'Herbier.

## Carrière
Dans sa jeunesse, elle étudie l'accordéon à clavier, à Montréal, de Pat Marrazza. Aussi très jeune, elle suit des cours d'art dramatique, de musique et de chant auprès de Jeanne Maubourg.
En 1940, alors qu'elle n'a que 14 ans, elle est découverte par Réjeanne Desrameaux qui l'introduit aux dirigeants du poste de radio montréalais CKAC. Elle commence sa carrière artistique en accompagnant Lucille Dumont à l'émission  Sans cérémonies, animée par Juliette Huot, Juliette Béliveau et Amanda Alarie, à cette même station.
En 1942, elle obtient sa propre émission Rolande et ses chansons à la station radiophonique CKAC. Elle y rencontre Robert L'Herbier en 1943.
En 1944, elle devient chanteuse à l'émission Les Joyeux Troubadours de la Société Radio-Canada (SRC).
En 1945, elle épouse Robert L'Herbier. Le couple se produit sur scène en 1946 et par la suite à la radio dans l'émission Fantaisie musicale de Radio-Canada.
En 1947, ils animent l'émission « Vive la gaieté » à la station CKVL de Verdun.
En 1948, elle est élue Miss Radio, par les lecteurs du journal Radiomonde, qui devient par la suite Télé Radiomonde.
En 1950, elle enregistre son premier 78 tours sous l'étiquette Marly-Polydor.
De 1953 à 1958, le couple fait ses débuts à la télévision québécoise à l'émission « Rolande et Robert » de Radio-Canada (station CBFT-2).
En 1961 et 1962, à la naissance du Canal 10 (CFTM-10) de Télé-Métropole, elle anime l'émission Rolande reçoit.

## Décès
Elle est atteinte du cancer en 1962 et elle n'enregistre qu'un unique album, intitulé simplement « Rolande Désormeaux » sous l'étiquette Vénus. Elle fait sa dernière émission publique en novembre 1962 lors de l'émission Jeunesse d'aujourd'hui à Télé-Métropole. Rolande Désormeaux meurt le 15 mai 1963 , des suites de sa maladie, dans sa maison de Duvernay, à Laval.

## Source
- Benoît L'Herbier, Robert L'Herbier, Heureux comme un roi, Les Éditions de l'Homme, 1999.